# The Great Milenko
The Great Milenko è il quarto album in studio del gruppo Horrorcore Insane Clown Posse. L'album doveva essere pubblicato dalla Disney ma successivamente è stato pubblicato dalla Island Records. L'album vanta collaborazioni con anche artisti heavy metal come Slash e Steve Jones. L'album non è stato accolto bene dalla critica, ma nonostante tutto, ha vinto il Disco di Platino.

## Tracce
1. Intro (Feat. Alice Cooper & Deb Agoli)
2. Great Milenko
3. Hokus Pokus (Feat. Deb Agoli & Kim Marro)
4. Piggy Pie (Feat. Steve Jones & Rich "Legz Diamond" Murrell)
5. How Many Times?
6. Southwest Voodoo
7. Halls of Illusions (Feat. Slash & Legz Diamond)
8. Under the Moon
9. What Is a Juggalo?
10. House of Horrors (Feat. Deb Agoli)
11. Boogie Woogie Wu
12. The Neden Game
13. Hellalujah (Feat. Legz Diamond)
14. Down with the Clown
15. Just Like That
16. Pass Me By (Feat. Legz Diamond)

## Formazione
1. Violent J – voce
2. Shaggy 2 Dope – voce
3. Mike E. Clark – produttore
4. Alice Cooper - voce in "Intro"
5. Steve Jones - voce in "Piggy Pie"
6. Slash - chitarra in "Halls of Illusions"
7. Deb Agoli - voce in "Intro", "Hokus Pokus" & "House of Horrors"
8. Kim Marro - voce in Hokus Pokus"
9. Legz Diamonods - voce in "Hellalujah", "Pass Me By", "Halls of Illusions" & "Piggy Pie"